# Antoine Pesne
Antoine Pesne, född 23 maj 1683 i Paris, Frankrike, död 5 augusti 1757 i Berlin, Preussen, var en fransk målare under rokokon.

## Biografi
Pesne gick i lära hos sin far, målaren Thomas Pesne, samt hos Charles de la Fosse i Paris. Under åren 1705–1710 företog han en resa i Italien och vistades huvudsakligen i Venedig, där han anslöt sig till Andrea Celesti, vars måleri tydligt påverkade Pesnes tidiga verk.
År 1710 kallades han av kung Fredrik I av Preussen till Berlin som hovmålare. Därefter företog han under de följande åren kortare resor till hoven i Dessau (1715), Dresden (1718), London (1723) och Paris (1724). År 1733 utnämndes Pesne till ledare för konstakademin i Berlin. Han anses vara en viktig förmedlare av den franska konsten till Brandenburg-Preussen. Pesne var i huvudsak verksam som porträttmålare, men han utförde även talrika vägg- och takmålningar för Fredrik den store i de kungliga slotten.
Ett av Pesnes mest berömda konstverk är Dansösen Barbara Campanini (cirka 1745). Detta porträtt med sin lätta och schvungfulla formgivning, det spontana penseldraget och de ljusa, pastelliknande färgerna är karakteristiskt för Pesnes arbeten och för rokokon i allmänhet. På ett virtuost sätt framställer Pesne den med tygblommor dekorerade sidenklänningen. Fredrik den store uppskattade sin hovmålares berömda plein-air-porträtt och lät hänga det på en framträdande plats i sitt arbetsrum i slottet i Berlin.

## Galleri

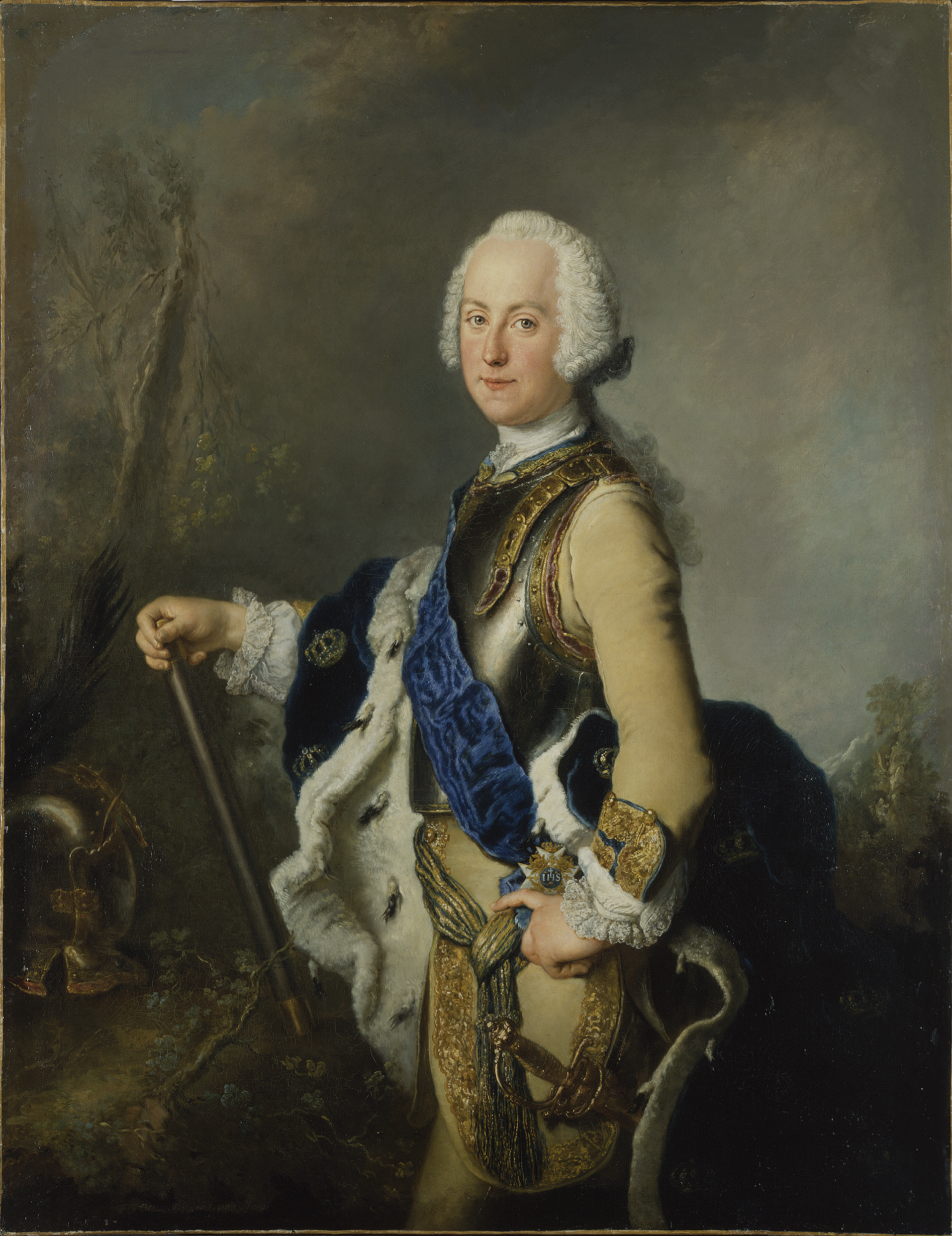
Adolf Fredrik avporträtterad 1743 iklädd Livdrabantkårens uniform och bärande harnesk, furstlig mantel i blått samt Serafimerordens band.
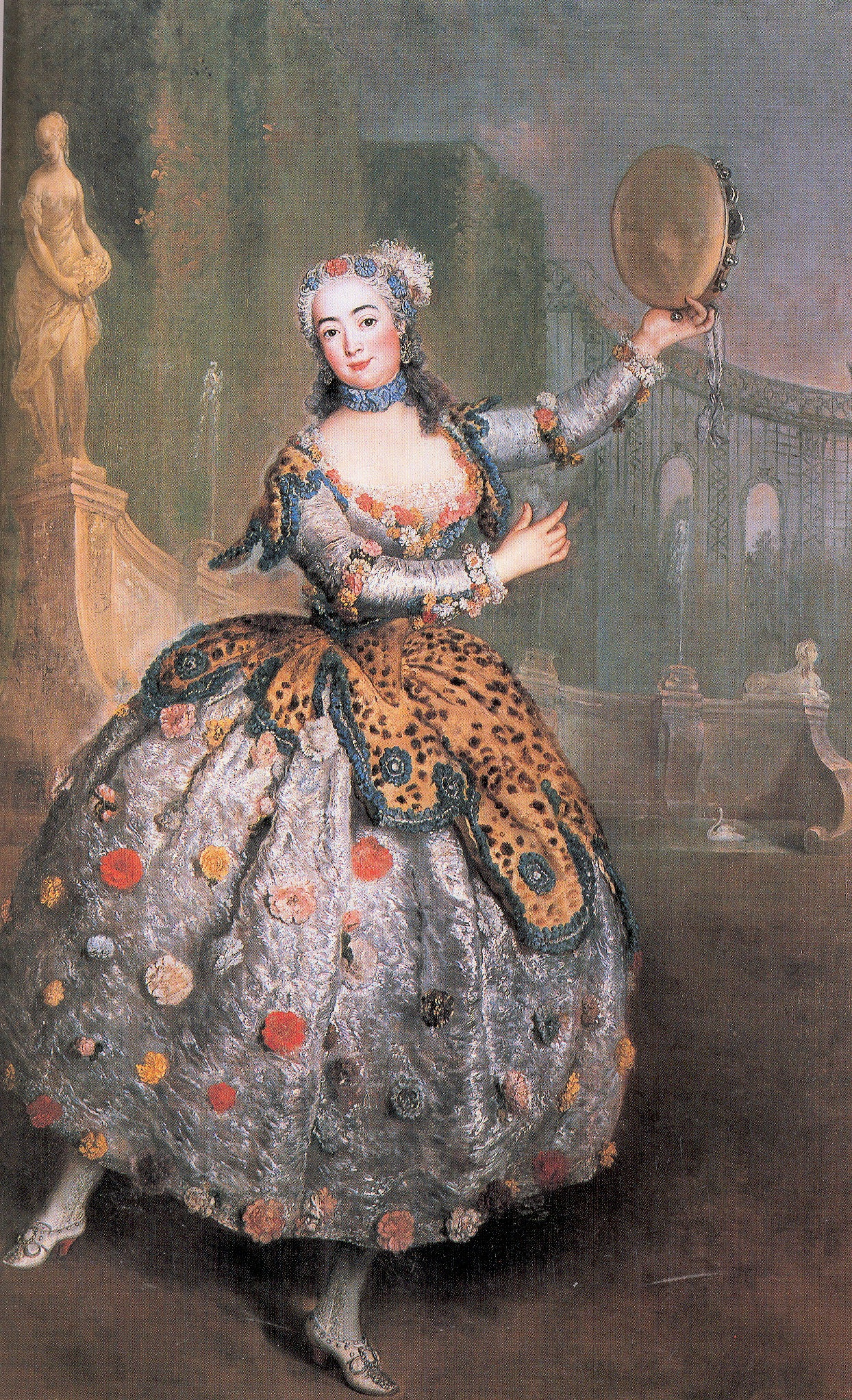
Dansösen Barbara Campanini.
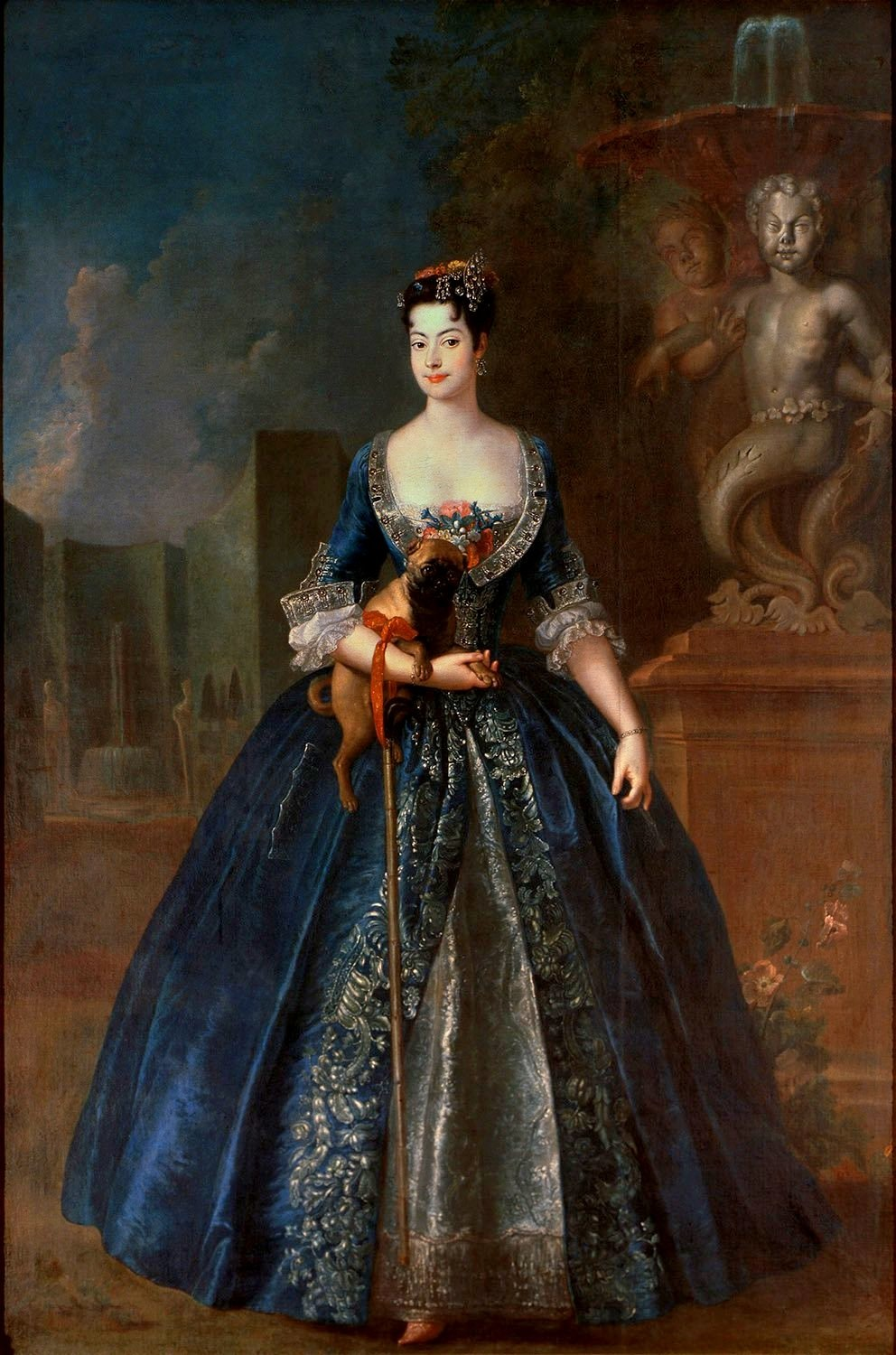
Anna Karolina Orzelska.
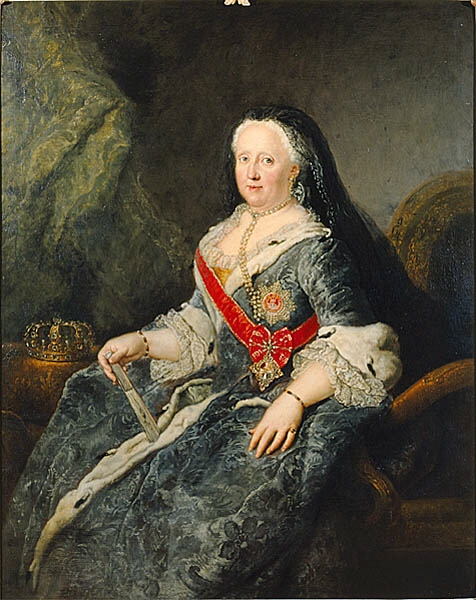
Porträtt av Johanna Elisabet av Holstein-Gottorp.